# Norbert Kröll

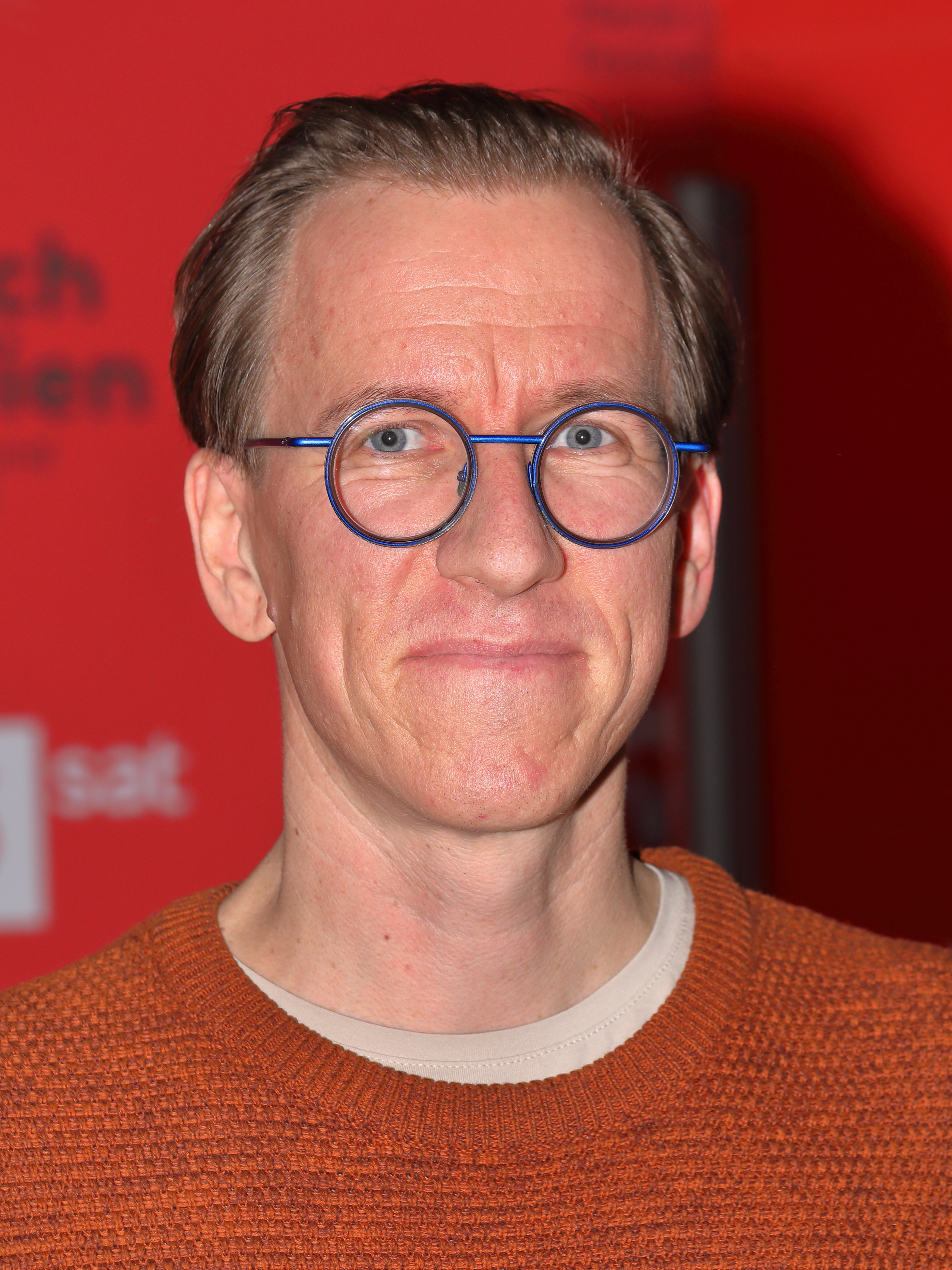
Norbert Kröll (2024)

Norbert Maria Kröll (* 1981 in Villach in Kärnten) ist ein österreichischer Schriftsteller.

## Werdegang
Kröll wuchs in Bleiberg-Kreuth, einer Ortschaft in einem für den Bergbau bekannt gewesenen Kärntner Hochtal und nunmehrigen Kurort, auf und ging in Villach aufs Gymnasium. Bereits während der Schulzeit studierte er am Konservatorium Klagenfurt zwei Jahre Klassisches Schlagwerk. Er maturierte in Villach und zog daraufhin nach Wien. Nach einer einjährigen Ausbildung zum Tontechniker studierte er zwei Jahre Jazz-Schlagzeug am ehemaligen Gustav Mahler Konservatorium, danach zwei Semester Philosophie an der Universität Wien.
Mit der Band Sirupop veröffentlichte er 2005 das Album Life Is a Longplayer (EMI Austria) und spielte u. a. als Supporting-Act für Wir sind Helden auf der Burg Clam und für Duran Duran in der Wiener Stadthalle. Von 2008 bis 2010 spielte er Schlagzeug bei der von ihm mitgegründeten Indieband Giantree und von 2010 bis 2014 Percussions und Cajón bei der Folkband DAWA, für die er auch für das Management und das Booking sowie – gemeinsam mit den Bandmitgliedern – für die Produktion des Debütalbums This Should Work (Las Vegas Records) verantwortlich zeichnete.
Ab Herbst 2010 studierte er Sprachkunst bei Robert Schindel und Ferdinand Schmatz an der Universität für angewandte Kunst Wien, das er 2014 bei Esther Dischereit mit einem Bachelor of Arts abschloss.
2017 veröffentlichte er seinen Debütroman Sanfter Asphalt im Löcker Verlag. Er handelt vom eintägigen Streifzug eines jungen Protagonisten durch Wien, verfasst in der Du-Perspektive. Eingestreut in den Text sind Sprachmasken von verschiedenen Passanten, auf die der Flaneur trifft, sowie etliche Schwarzweißfotografien des Autors.
Sein zweiter Roman Wer wir wären erschien im März 2020 in der Edition Atelier und behandelt eine enge Freundschaft zweier junger Männer, die durch den Ausbruch einer psychischen Krankheit zu zerbrechen droht. Oder wie die Kulturjournalistin Katja Gasser in einem ORF-Beitrag für die Zeit im Bild meinte: „Mit Wer wir wären legt Norbert Kröll einen stillen, dafür intensiven Roman über die lebensrettende Kraft von Freundschaft und Kunst vor.“ Katja Gasser interviewte Norbert Maria Kröll außerdem im Rahmen der vom Hauptverband des Österreichischen Buchhandels initiierten Ausnahmegespräche, diese und weitere Videos mit Gesprächen und Lesungen des Autors sind gesammelt auf der Website des Verlages Edition Atelier zu sehen.
Auszüge aus beiden Romanen wurden weiters im Hörfunk unter anderem auf Ö1 gesendet sowie in österreichischen Literaturzeitschriften wie LICHTUNGEN, Die Rampe und etcetera veröffentlicht.
Für die Arbeit am Manuskript seines dritten Romans wurden Kröll im Jahre 2020 das Wiener Literaturstipendium sowie der Theodor-Körner-Preis zuerkannt. Der Roman erschien schließlich unter dem Titel Die Kuratorin im September 2022 bei Kremayr & Scheriau und behandelt feministische und künstlerische Themen genauso wie Adoption, Geschlechterrollen und Mutterschaft.
Sein Roman Arcus, erschienen im Herbst 2024 bei Kremayr & Scheriau, beschäftigt sich mit der wachsenden gesellschaftlichen Ungleichheit und weitet die Debatte auf die Verantwortung der Kunst aus. 
Er war Mitherausgeber der Literaturzeitschrift JENNY #2 (De Gruyter). Die erste Ausgabe dieser Zeitschrift erhielt 2013 den Staatspreis „Schönstes Buch Österreichs“.
Norbert Maria Kröll ist Mitglied der Grazer Autorinnen Autorenversammlung, des Kärntner SchriftstellerInnen Verbands sowie der IG Autorinnen Autoren.
Er lebt mit seiner Familie in Mödling bei Wien.

## Auszeichnungen
- Arbeits- und Reisestipendien des Bundeskanzleramtes Österreich
- 2016 Wiener Literaturstipendium
- 2017 Forum Land Literaturpreis[16]
- 2018 Kulturpreis des Landes Kärnten Förderungspreis für Literatur[17]
- 2018 Jubiläumsfonds-Stipendiat der Literar-Mechana
- 2019 3. Preis beim Feldkircher Lyrikpreis[18]
- 2020 Wiener Literaturstipendium
- 2020 Theodor-Körner-Preis[8]
- 2020 Buchprämie der Stadt Wien für Wer wir wären[19]
- 2023 Literatur:im:süden Sonderpreis der Stadt Villach[20]

## Werke
- Sanfter Asphalt. Erhard Löcker, Wien 2017, ISBN 978-3-85409-842-3.
- Wer wir wären. Edition Atelier, Wien 2020, ISBN 978-3-99065-026-4.
- Die Kuratorin. Kremayr & Scheriau, Wien 2022, ISBN 978-3-218-01336-9.
- Arcus. Kremayr & Scheriau, Wien 2024, ISBN 978-3-218-01444-1.

## Herausgeberschaft
- JENNY. Ausgabe 02 (Denken, Behaupten, Großtun). Anthologie, herausgegeben von Norbert Kröll, Johanna Kliem, Rick Reuther, Lena Ures, Johanna Wieser, Reihe: Edition Angewandte, Wien 2014, ISBN 978-3-99043-675-2.